# Pinacothèque Egidio-Martini
Collection de peintures exposée à Ca' Rezzonico à Venise. Le don d'Egidio Martini est le don le plus important fait à la ville de Venise depuis le début du XXe siècle, tant pour le nombre d'œuvres, pour la haute qualité que pour l'importance philologique et historique.

## Egidio Martini
Jeune homme, il se consacre personnellement à la peinture , exposant ses œuvres à de nombreuses reprises. Mais ensuite, dans la restauration, il trouve le débouché naturel. Mais l'éclectisme de Martini l'a poussé plus loin. Jusqu'à ce qu'il devienne critique d'art avec une pointe de stylo, parfois sans pitié, mais un grand connaisseur de l'art grâce à des études approfondies notamment sur les productions vénitiennes et vénitiennes des XVIIe et XVIIIe siècles .
" Un personnage très compliqué et sophistiqué, parfois grincheux, mais complètement hors du cadre académique traditionnel qu'il n'aimait pas du tout " décrit Vittorio Sgarbi , son ami depuis de nombreuses années.
Après une vie passée à rechercher et à découvrir des œuvres autrement anonymes, il a fait don de sa collection, aujourd'hui la Pinacothèque Egidio Martini, au Musée de Ca' Rezzonico à Venise.

## La collection
Il s'agit d'une collection de peintures, presque toutes de l'école vénitienne, allant du XVe au début du XXe siècle et qui comprend des œuvres de grands maîtres mais aussi d'artistes qui, grâce aux études de Martini, ont trouvé leur juste place dans le contexte de l'art. vénitien. Egidio Martini, érudit éclectique, se consacre à la restauration de peintures anciennes depuis les années 40: il découvre des œuvres d'auteurs alors peu reconnues par la critique et le marché, identifiant et valorisant leur rôle. 

### Tableaux par numérotation de la pinacothèque
| N°  | Name                               | Titre(s)                                                                                    | Date                             | Image |
| --- | ---------------------------------- | ------------------------------------------------------------------------------------------- | -------------------------------- | ----- |
| 001 | Alvise Vivarini                    | Redendore benedicente                                                                       | Première moitié du XVe siècle    |       |
| 002 | Domenico Morone                    | Cristo portacroce con le Marie                                                              | Première moitié du XVe siècle    |       |
| 006 | Benedetto Diana                    | Madonna col Bambino e San Giovanni Evengelista                                              | avant 1525                       |       |
| 007 | Boccaccio Boccaccino               | Madonna col Bambino                                                                         | avant 1525                       |       |
| 008 | Marco Palmezzano                   | San Giovanni Evangelista nel paesaggio                                                      | avant 1539                       |       |
| 008 | Palma il Vecchio                   | Sacra Famiglia                                                                              | avant 15289                      |       |
| 013 | Giovanni Cariani                   | Madonna col Bambino e i Santi Antonio da Padova e Caterina d'Alessandria con i tre donatori | avant 1528                       |       |
| 016 | Bernardino Licinio                 | Ritratto di gentildonna con il figlio                                                       | avant 1565                       |       |
| 017 | Pietro degli Ingannati             | Sacra Famiglia con San Giovannino                                                           | avant 1548                       |       |
| 018 | Bonifacio de' Pitati               | Sacra Conversazione                                                                         | avant 1553                       |       |
| 020 | Bonifacio de' Pitati               | Mucius Scaevola davanti Porsenna                                                            | avant 1553                       |       |
| 022 | Pellegrino da San Daniele          | San Marco tra la Giustizia e la Prudenza                                                    | avant 1547                       |       |
| 028 | Pellegrino da San Daniele          | Flora con un amorino in un Paesaggio                                                        | entre 1544 et 154                |       |
| 030 | Jacopo Tintoretto                  | Scena allegorica con fuoco e animali                                                        | avant 1594                       |       |
| 031 | Polidoro da Lanciano               | Matrimonio di Santa Caterina                                                                | avant 1565                       |       |
| 032 | Paolo Farinati                     | San Giovanni Battista                                                                       | avant 1606                       |       |
| 036 | Leandro Bassano                    | Madonna col Bambino e un francescano                                                        | avant 1622                       |       |
| 037 | Palma il Giovane                   | Susanna al bagno e i vecchioni                                                              | 1615-1620                        |       |
| 038 | Alessandro Varotari                | Madonna col Bambino e farfalla                                                              | avant 1649                       |       |
| 039 | Alessandro Varotari                | Cornelia madre dei Gracchi                                                                  | 1620                             |       |
| 042 | Alessandro Varotari                | Cerere con due Putti                                                                        | avant 1649                       |       |
| 045 | Alessandro Varotari                | Venere e Marte e due amorini                                                                | avant 1649                       |       |
| 048 | Bernardo Strozzi                   | San Gerolamo                                                                                | avant 1644                       |       |
| 050 | Francesco Maffei                   | Martirio dei Francescani a Nagasaki                                                         | avant 1660                       |       |
| 051 | Francesco Maffei                   | Il sogno di Giacobbe                                                                        | avant 1660                       |       |
| 052 | Francesco Maffei                   | Adorazione dei pastori                                                                      | avant 1660                       |       |
| 060 | Giulio Carpioni                    | Faunetto con maschera, natura morta e due vasi di fiori                                     | avant 1678                       |       |
| 061 | Giulio Carpioni                    | Festa di Bacco                                                                              | avant 1675                       |       |
| 062 | Giulio Carpioni                    | L'Enfant Jésus avec Joseph le charpentier                                                   | Première moitié du XVIIIe siècle |       |
| 064 | Pietro Ricchi                      | Santa Cristina Martire                                                                      | avant 1678                       |       |
| 065 | Sebastiano Mazzoni                 | Innalzamento della Croce                                                                    | avant 1678                       |       |
| 066 | Francesco Ruschi                   | Agar et l'ange dans le désert                                                               | vers 1640                        |       |
| 067 | Pietro della Vecchia               | Soldati che giocano a dadi                                                                  | avant 1678                       |       |
| 069 | Pietro della Vecchia               | Marco Gussoni nel Lazzaretto di Ferrara                                                     | avant 1678                       |       |
| 070 | Pietro della Vecchia               | Il vaso di Pandora                                                                          | avant 1678                       |       |
| 072 | Pietro della Vecchia               | Testa di giovane con berretto                                                               | avant 1678                       |       |
| 073 | Pietro della Vecchia               | Venere e Bacco                                                                              | avant 1678                       |       |
| 074 | Pietro della Vecchia               | Susanna e i vecchioni                                                                       | avant 1678                       |       |
| 075 | Pietro della Vecchia               | Sansone                                                                                     | avant 1678                       |       |
| 080 | Antonio Zanchi                     | Allegoria dell'Amore puro                                                                   | avant 1722                       |       |
| 083 | Ernesto Daret                      | Le campement                                                                                | 1690                             |       |
| 084 | Carlo Loth                         | Giovane con piffero                                                                         | Première moitié du XVIIe siècle  |       |
| 085 | Carlo Loth                         | Allegoria dell'Amore puro                                                                   | avant 1698                       |       |
| 086 | Pietro Liberi                      | Giove circondato da deità femminili                                                         | avant 1640                       |       |
| 087 | Pietro Liberi                      | Tentazioni di S.Antonio                                                                     | avant 1687                       |       |
| 088 | Pietro Liberi                      | Allégorie de la force captive                                                               | avant 1687                       |       |
| 091 | Sebastiano Bombelli                | Ritratto di giovane                                                                         | avant 1719                       |       |
| 101 | Sebastiano Ricci                   | Resurrezione di Cristo                                                                      | avant 1734                       |       |
| 103 | Sebastiano Ricci                   | Resurrezione di Cristo                                                                      | avant 1739                       |       |
| 108 | Antonio Marini                     | Burrasca di mare con arco naturale                                                          | Première moitié du XVIIIe siècle |       |
| 109 | Antonio Marini                     | Incontro campale con cavalieri                                                              | Première moitié du XVIIIe siècle |       |
| 110 | Giuseppe Zais                      | Scène de bataille                                                                           | Première moitié du XVIIIe siècle |       |
| 111 | Antonio Marini                     | Nuit sur la mer avec des cavaliers                                                          | Première moitié du XVIIIe siècle |       |
| 112 | Antonio Marini                     | Scène de bataille                                                                           | Première moitié du XVIIIe siècle |       |
| 125 | Jacopo Amigoni                     | Venere e Adone con le Nereidi                                                               | avant 1752                       |       |
| 126 | Jacopo Amigoni                     | Bambini che giocano con un uccellino                                                        | avant 1739                       |       |
| 133 | Marco Ricci                        | Veduta con rovine classiche romane                                                          | avant 1730                       |       |
| 136 | Johan Richter                      | Vue sur le lagon avec montagnes                                                             | Première moitié du XVIIIe siècle |       |
| 137 | Mattia Bortoloni                   | Madona col Bambino                                                                          | avant 1750                       |       |
| 161 | Gaspare Diziani                    | Putti jouant avec un léopard                                                                | Première moitié du XVIIe siècle  |       |
| 162 | Gaspare Diziani                    | Putto con la tromba di guerra                                                               | avant 1767                       |       |
| 171 | Gaspare Diziani                    | Giovinetta con fiori in mano                                                                | avant 1767                       |       |
| 178 | Francesco Simonini                 | Cavalier turc au combat                                                                     | ca 1733                          |       |
| 179 | Francesco Simonini                 | Molo con paese                                                                              | Première moitié du XVIIIe siècle |       |
| 189 | Francesco Zuccarelli               | Due pastorelli presso una cascatella                                                        | Première moitié du XVIIIe siècle |       |
| 190 | Francesco Zuccarelli               | Paysage avec cavalier et bergère près d'une cascade                                         | Première moitié du XVIIIe siècle |       |
| 194 | Giuseppe Zais                      | Bataille entre chevaliers                                                                   | Première moitié du XVIIIe siècle |       |
| 195 | Gerolamo Forabosco                 | Apollon et la Sibylle de Cuman                                                              | XVIe                             |       |
| 196 | Giuseppe Zais                      | Paysage avec grande cascade                                                                 | XVIIIe                           |       |
| 199 | Antonio Diziani                    | Paysage vénitien avec lac                                                                   | XVIIe siècle                     |       |
| 200 | Antonio Diziani                    | Bertoldino vole avec les oies                                                               | Première moitié du XVe siècle    |       |
| 201 | Antonio Diziani                    | Bertoldino che vola legato alle oche                                                        | Première moitié du XVe siècle    |       |
| 203 | Antonio Diziani                    | Paysage avec un pont en bois                                                                | Avant 1797                       |       |
| 208 | Giuseppe Bernardino Bison          | Paysage avec cascade et monument antique                                                    | Deuxième moitié du XVIIIe siècle |       |
| 210 | Giuseppe Bernardino Bison          | Scène avec des femmes à cheval dans une chaumière                                           | Seconde moitié du XVIIIe         |       |
| 212 | Giuseppe Bernardino Bison          | Tempête avec naufrage                                                                       | 1810                             |       |
| 219 | Ippolito Caffi                     | Il Canal Grande verso Ca' Pesaro                                                            | avant 1866                       |       |
| 220 | Ippolito Caffi                     | Veduta notturna du Nizza                                                                    | avant 1866                       |       |
| 221 | Ippolito Caffi                     | Veduta di Roma dal Pincio                                                                   | avant 1866                       |       |
| 222 | Guglielmo Ciardi                   | Golfo di mare dell'Italia meridionale                                                       | avant 1917                       |       |
| 223 | Guglielmo Ciardi                   | Resti del tempio di Plutone a Baia                                                          | avant 1917                       |       |
| 224 | Guglielmo Ciardi                   | Casolari di montagna ad Asiago                                                              | avant 1917                       |       |
| 225 | Emma Ciardi                        | Canale dei Santi Giovanni e Paolo                                                           | avant 1933                       |       |
| 226 | Emma Ciardi                        | Il Canal Grande con la Chiesa della Salute                                                  | avant 1933                       |       |
| 231 | Maestro dell'Adorazione di Ferrara | Nativita con santi                                                                          | XVe siècle                       |       |
| 232 | Giuseppe Bernardino Bison          | Sacra Famiglia                                                                              | Première moitié du XIXe siècle   |       |
| 234 | Ortolano Ferrarese                 | Sacra Famiglia                                                                              | Avant 1525                       |       |
| 235 | Girolamo da Carpi                  | Annunciazione                                                                               | vers 1530                        |       |
| 236 | Biagio Pupini                      | Matrimonio mistico di Santa Caterina                                                        | Avant 1575                       |       |
| 237 | Sebastiano Filippi                 | San Matteo Evangelista                                                                      | Avant 1575                       |       |
| 240 | Le Guerchin                        | Philosophe avec livre                                                                       | Première moitié du XVIIe siècle  |       |
| 245 | Ubaldo Gandolfi                    | Jeune homme avec un mouchoir sur la tête                                                    | Seconde moitié du XVIIIe         |       |
| 246 | Domenico Beccafumi                 | Nicolas de Myre                                                                             | avant 1750                       |       |
| 254 | Livio Mehus                        | Annunciazione                                                                               | Avant 1691                       |       |
| 256 | Jacob Ferdinand Voet               | Portrait de Laura Caterina Altieri                                                          | Seconde moitié du XVIIIe         |       |
| 267 | Antonio Balestra                   | Annunciazione                                                                               | Avant 1740                       |       |
| 268 | Francesco d'Ubertino               | Le tre Parche                                                                               | Avant 1557                       |       |
| 269 | Francesco Battaglioli              | Vue idéale avec lac et architecture classique                                               | ca 1770                          |       |
| 270 | Giuseppe Bezzuoli                  | Deux putti avec un dauphin                                                                  | 1830                             |       |
| 273 | Pelagio Palagi                     | Vénus née de la mer                                                                         | 1830                             |       |
| 279 | Emma Ciardi                        | Canale dei Santi Giovanni e Paolo con la Scuola di San Marco                                | Avant 1933                       |       |
| 280 | Paolo Fiammingo                    | Scena di caccia                                                                             | Avant 1596                       |       |
| 282 | Felice Ficherelli                  | Tarquinio e Lucrezia                                                                        | vers 1640                        |       |
| 284 | Giovan Battista Langetti           | Diogène et Alexandre                                                                        | XVIIe                            |       |
| 285 | Beppe Ciardi                       | Paesaggio sul Sile                                                                          | Avant 1932                       |       |
| 285 | Pietro Liberi                      | Venere tra le nubi con amorino                                                              | Avant 1813                       |       |
| 287 | Alessandro Longhi                  | Ritratto di Aloisio Foscari                                                                 | Avant 1649                       |       |
| 289 | Antonio Marini                     | Paysage avec grande cascade                                                                 | Première moitié du XVIIIe siècle |       |
| 294 | Alessandro Varotari                | Venere con un amorino                                                                       | Avant 1687                       |       |
| 305 | Pietro della Vecchia               | Cleopatra                                                                                   | Avant 1678                       |       |
| 309 | Francesco Zuccarelli               | Paysage avec quelques moines et une petite église                                           | ca 1770                          |       |